# 科比奥斯-洛斯
科比奥斯-洛斯（法語：Caubios-Loos，法語發音：[kobjɔs lɔs]）是法国大西洋比利牛斯省的一个市镇，属于波城区。该市镇于1842年由原市镇科比奥斯（Caubios）和洛斯（Loos）合并而成。

## 地理
科比奥斯-洛斯（43°24'59"N, 0°24'19"W）面积7.2 平方千米，位于法国新阿基坦大区大西洋比利牛斯省，该省份为法国东南部省份，涵盖了贝阿恩与北巴斯克，西临大西洋比斯開灣，北至朗德省，东北接热尔省，东临上比利牛斯省，南与西班牙接壤。
与科比奥斯-洛斯接壤的市镇（或旧市镇、城区）包括：欧班、布尔诺斯、杜米、索瓦尼翁、于赞。
科比奥斯-洛斯的时区为UTC+01:00、UTC+02:00（夏令时）。

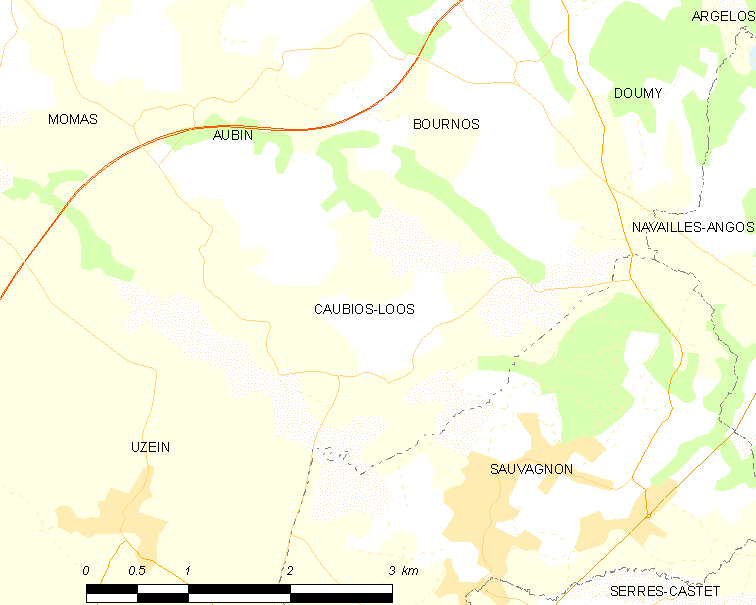
科比奥斯-洛斯的OSM定位图

## 行政
科比奥斯-洛斯的邮政编码为64230，INSEE市镇编码为64183。

## 政治
科比奥斯-洛斯所属的省级选区为吕伊河土地和维克比伊山坡县。

## 人口

1962-2008年间科比奥斯-洛斯人口变化图示

科比奥斯-洛斯于2022年1月1日时的人口数量为675人。